# Диоскор Александрийский
Патриарх Диоскор (греч. Διόσκορος Α΄ ὁ Ἀλεξανδρείας; умер 4 сентября 454, Гангры) — патриарх (архиепископ) александрийский (27.06.444—13.10.451), преемник по кафедре и, возможно, родственник святителя Кирилла, хотя известен преследованиями его племянника священника Афанасия, выступившего обвинителем Диоскора на Халкидонском соборе. Святой древневосточных церквей, кроме Ассирийской Церкви Востока, Древней Ассирийской Церкви Востока. При Тимофее II радикальные последователи Диоскора образовали отдельную церковь диоскориан.
Приобрёл в церковной истории известность защитой еретика Евтихия и участием в монофизитской смуте. Евтихий, осуждённый за ересь на константинопольском поместном соборе 448 года под председательством Флавиана, патриарха Константинопольского, нашёл сильных покровителей в лице всемогущего министра Хрисафия и самого императора Феодосия Младшего.

## Второй Эфесский собор
Евтихианство развилось из крайностей александрийского воззрения, и Диоскор как представитель александрийской церкви и александрийской богословской школы счел нужным принять его под своё покровительство в борьбе с противоположной антиохийской христологией. Кроме того, к богословскому противостоянию примешивалась борьба за иерархическое первенство. Епископы Константинополя, новой столицы Империи, даже не являясь патриархами, приобрели первенство чести между всеми епископами Востока и имели большое влияние на все церковные дела. Александрийская церковь, как более древняя и притом апостольского происхождения, могла считать за собой более прав на такое первенство, и потому у некоторых александрийских епископов замечалось соперничество с епископами константинопольскими. К их числу принадлежал и Диоскор. Он знал, что александрийский епископ Феофил судил архиепископа константинопольского святителя Иоанна Златоуста, а святитель Кирилл Александрийский — Нестория. Дело Евтихия для него представлялось удобным случаем повести интриги против константинопольского архиепископа Флавиана и явиться его судьёй.
Побуждаемый сильной придворной партией, император созвал в 449 году собор в Эфесе для обсуждения дела Евтихия. Председательство на соборе было предоставлено Диоскору: противники Евтихия от собора были устранены, его явные приверженцы и противники Флавиана были приглашены на собор, даже если по канонам они и не имели на то права. Флавиан перед собором явился подсудимым; его осудили за введение новых догматов и сослали, после чего он скоро умер. Вместе с ним были осуждены Евсевий Дорилейский (обвинитель Евтихия на константинопольском соборе), Домн Антиохийский, Феодорит Кирский, Ива Эдесский и другие епископы. Папа Лев I Великий был отлучён от церковного общения. Евтихий же был полностью оправдан.

## Богословие
Некоторые историки церкви полагали, что доктрины Папы Диоскора I и Евтихия, ересиарха, аналогичны. Диоскор не отрицал преемственности Божества и человечества во Едином Христе после их соединения и соглашался с тем, что учение, которого, как предполагается, придерживался Евтихий, является еретическим.

Анафора святого Диоскора содержит следующие отрывки:
«Он был положен в ясли для скота, получил дары Своего царства и плакал, как младенцы, прося пищи из груди Его матери. Что касается страдания и, в частности, смерти, у нас есть отрывки, подобные следующим. Они распяли Его на дереве, прибивали Его гвоздями, били Его по голове палками, пронзали Его бок копьем Тому, Кто напоил израильтян из скалы, они напоили желчью, смешанной с миррой, в Его жажде. Бессмертный умер, умер, чтобы уничтожить смерть, умер, чтобы оживить мертвых, как Он обещал им словом завета.»
Путаница возникла из-за того, что Диоскор председательствовал на Втором Эфесском соборе (449 г.), который оправдал Евтихия после того, как он в письменной форме признал, что он согласен с взглядами традиционных отцов церкви. Возможно, что Евтихий отступил после своего оправдания и изменил свою позицию. Диоскор согласился на оправдание только после того, как все остальные члены собора, включая епископа Иерусалима, реабилитировали его. Дальнейшее свидетельство позиции Диоскора по этому поводу позже приводится в его заявлении на Халкидонском соборе о том, что если Евтихий, отказавшийся от православного учения, включенного в документ, который он представил Второму Эфесскому собору, теперь проповедует некоторые новые идеи о божественности и человечности Иисуса Христа, он заслужил не просто наказания, но сожжения заживо.
В то время как Евтихий утверждал, что человечество Христа «растворилась» в Его божественной природе и что двое стали единым целым после союза в воплощенном Христе, Диоскор верил в единство Его божественности и человечности во всем, без смешения или изменения. Евтихий уклонился от четкого признания того, что Христос воплотился через Святого Духа и Деву Марию — убеждение, которое энергично защищал Диоскор. Евтихий отрицал, что человечество Христа было единосущным с нашим. Диоскор не только твердо признавал воплощение Христа через Святого Духа и Деву Марию, но также подтвердил свои взгляды в письме, отправленном из изгнания.

## Осуждение
Однако торжество Диоскора было непродолжительно. Слабые протесты против собора на Востоке были усилены папой Львом. Он собрал собор в Риме и осудил так называемый «эфесский разбой» (latrocinium Ephesenum), Диоскора и Евтихия, о чём и написал клиру, сенату и народу Константинополя. В 450 года Феодосий умер, и престол занял Маркиан, женившийся на Пульхерии, сестре Феодосия, почитательнице Флавиана.
На Халкидонском соборе, завершившемся его свержением, Диоскор говорил о своей непоколебимой вере в доктрину святой апостольской церкви, о том, что все его мысли были сосредоточены на своем Создателе, и что он был озабочен только одной вещью: охраной православной веры.

Однако низложение Диоскора произошло не из-за прямых теологических разногласий, а из-за того, что он отлучил римского епископа Льва Великого. Историк Карл-Йозеф Гефеле утверждает, что архиепископ Константинополя сказал, что Диоскор был анафематствован не за свою веру, а потому, что он отлучил папу от церкви.
Осуждение, посланное Халкидонским собором Диоскору:
«Святой, великий и вселенский собор, благодатию Божиею по повелению благочестивейших и боголюбезнейших императоров наших собравшийся в вифинском городе Халкидоне, в церкви святейшей и добропобедной мученицы Евфимии, — Диоскору. Узнай, что ты — за презрение божественных канонов и за твоё непослушание сему святому и вселенскому собору, а сверх того, кроме других твоих проступков, в которых ты виновен, за то, что, будучи в третий раз вызван этим святым и великим собором, согласно божественным канонам, для ответа на возводимое на тебя, ты не явился, — настоящего месяца октября в тринадцатый день святым и вселенским собором лишён епископства и отчуждён от всякой церковной должности».
После собора Диоскор был сослан в Пафлагонию, в Гангры, где и умер 4 сентября (7 тота) 454 г.

## Прославление
Шаракан Армянской апостольской церкви, прославляющий патриарха Диоскора I Александрийского как святого:
«… в сей день величайшая скорбь объяла святилище кафолической веры, вспыхнул на земле пламень огненный неугасимый, попаливший здание сей веры, извращены, нарушены апостольские каноны руками тех, которые отреклись от Господа в Халкидоне. Я зрю диофизита, предающего пламени труды св. апостолов и пророков в заседаниях этого многочисленного собора: попраны орошенные кровию Христовою уставы и каноны, предписанные всем народам. Но зрю также, как прекраснейший оный луч, из лучей св. отец возникший, цвет веры, святой Диоскор не согласился с сим нечестивым сонмищем и изрек анафему Льву и его проклятому посланию…»

### Научно-богословская литература
- В. В. Болотов. Лекции по истории древней Церкви. — Петроград: Третья Государственная Типография, 1918. — Т. 4. — 600 с.
- А. В. Карташёв. Вселенские Соборы. Париж, 1963 Архивная копия от 28 июля 2012 на Wayback Machine